# Mécia Lopes de Haro
Mécia Lopes de Haro (asi 1215–1270) byla manželkou hraběte Álvara Péreze de Castro a poté krále Sancha II. Portugalského. Sňatek mezi Sanchem II. a Mécií byl zrušen papežem Inocencem IV. na 1. lyonském koncilu, proto někdy nebývá považována za portugalskou královnu.

## Biografie
Mécia Lopes se narodila v provincii Bizkaia jako dcera místního vládce Lope Díaze II de Haro jeho manželky Urracy, nemanželské dcery Alfonse IX. Leónského. 29. září 1234 se vdala za Álvara Péreze de Castro, magnáta zapojeného do kastilské expanze do regionu Cordoba, jehož první manželství s Aurembiaix z Urgellu bylo v roce 1228 anulováno. Během bojů s Maury Mécia zůstala nebráněná v Martosu. Alváro se dozvěděl o nebezpečné situaci a obrátil se k Martosu, ale onemocněl a zemřel v Orgazu v roce 1239 nebo podle některých v roce 1240.
Bezdětná Mecía se podruhé vdala za krále Sancha Portugalského. Legitimita tohoto svazku byla zpochybněna poprvé portugalským historikem Antóniem Brandão, kterého následovalo několik vědců v tom, že ji považovali královu milenku, ale jejich sňatek je zdokumentován v papežské bule Sua nobis a většina historiků tento sňatek uznává. Datum a místo sňatku jsou nejisté. Neobjevují se v pracích Rodriga z Toleda, dokončených v březnu 1243, a papežská bula z roku 1245 sňatek zmiňuje, což naznačuje, že k němu došlo mezi těmito daty.
Od začátku se jednalo o nepopulární svazek. Nebyla princeznou a neměla přímé vazby v Kastílii ani Portugalsku a obklopila se kastilskými sluhy a služkami. Jelikož byla vdova a král byl synovcem její matky, neodpovídala ideálu panenské nevěsty a svazek pošpinila příbuzenstvím. Portugalská šlechta i lid ji rychle odmítli a často se opakovalo tvrzení, že král byl „očarován kouzly D. Mécii de Haro“.
Problémy Portugalska však začaly dlouho před jejím příchodem. Po letech vítězného křesťanského tažení proti Maurům se král rozhodl nahradil rádce u královského dvora svými vojenskými společníky, vznikla tak jakási vojenská diktatura. Začala série konfliktů, které králův obraz poškodily. Mécia do Portugalska přijala v období politické nestability a občanské války, které vedla k sesazení jejího manžela. Tato shoda okolností vedla k tomu, že byla viněna za manželův pád. Pozdější kronikáři dokonce naznačovali, že Sancho byl dobrým králem až do uzavření sňatku s ní a jeho potíže způsobil její špatný vliv. Taková tvrzení jsou však zaujatá potřebou Sanchových následovníků oprávnit jeho sesazení.
Sanchův bratr Alfonso, hrabě z Bologne, byl jeho dědicem, to se však mohlo změnit, kdykoliv by Mécia králi porodila dědice, proto se Alfonso zaměřil na rozluku tohoto manželství. Důvodem mělo být příbuzenství. Afonso tento problém nastínil papeži, který vydal papežskou bulu lamentující nad stavem království a podpořen stížnostmi portugalských biskupů vyhrožoval, že pokud Sancho nebude naplňovat své zodpovědnosti, budou použity „odpovídající prostředky“. Sancho odmítl zapudit svou ženu a papež naplnil výhrůžku a manželství anuloval.
V roce 1245 dvě buly adresované baronům a církvi označily Sancha za sesazeného. Král se obrátil s žádostí o pomoc na svého bratra Alfonsa, který stál za jeho sesazením. Tehdy došlo k události přímo zahrnující Méciu. Šlechtic jménem Raimundo Viegas de Portocarreiro doprovázený muži hraběte z Boulogne vstoupil do královského paláce ve městě Coimbra, vytáhl Méciu z její ložnice a odvezl do paláce ve Vila Nova de Ourém. Sancho, zahanbený unosem manželky, ale nenacházející se v pozici ji získat zpět, abdikoval a utekl do španělského Toleda, kde v roce 1248 zemřel.
Mécia se po svém únosu usídlila ve Ourému a poté získala další pozemky. Její další osudy příliš jisté nejsou. Podle tradice zemřela v roce 1270.